# 染料木素
染料木素（英語：Genistein，也译作染料木黄酮、金雀异黄素，化学名5,7,4'-三羟基异黄酮，4',5,7-Trihydroxyisoflavone）是一种异黄酮化合物，分子式C15H10O5，常作为血管生成抑制剂和植物雌激素。